# Simulium paralongipalpe
Simulium paralongipalpe es una especie de insecto del género Simulium, familia Simuliidae, orden Diptera.
Fue descrita científicamente por Worobez, 1987.